# ألسوس الروسية

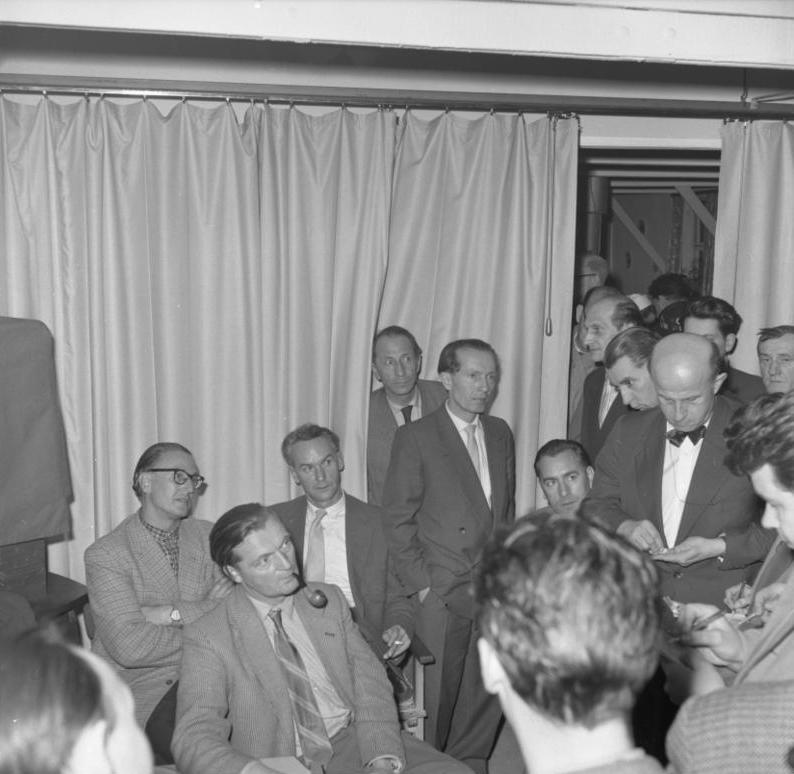

ألسوس السوفييتية أو ألسوس الروسية كانت عملية جرت خلال عامي 1945-1946 في ألمانيا والنمسا وتشيكوسلوفاكيا، وكانت أهدافها استغلال ما يتعلق بالأبحاث الذرية الألمانية من منشآت، ومواد فكرية، وموارد مادية، وموظفين علميين، لصالح مشروع القنبلة الذرية السوفييتي.
تمكن العلماء السوفييت في النهاية، بمساعدة كبيرة من الجواسيس السوفييت داخل مشروع مانهاتن، من بناء أول قنبلة ذرية دون الحاجة إلى استغلال التكنولوجيا والعلماء الألمان. ومع ذلك، فإن مساهمات العلماء الألمان تؤكدها العديد من جوائز الدولة السوفييتية والجوائز الأخرى التي مُنحت في أعقاب اختبار القنبلة الذرية السوفييتية الثانية، وهي قنبلة ذرية تعتمد على اليورانيوم؛ كانت جوائز إنتاج اليورانيوم وفصل النظائر منتشرة ذلك الوقت. من الأمور المهمة أيضًا في كل من الاختبار الأول للقنبلة الذرية السوفييتية –قنبلة ذرية تعتمد على البلوتونيوم وتتطلب مفاعل اليورانيوم لتوليد البلوتونيوم– والاختبار الثاني، كان اكتساب السوفييت كمية كبيرة من اليورانيوم مباشرةً قبل انتهاء الحرب العالمية الثانية وبعد وقت قصير منه. وفّر السوفييت عامًا بدخولهم تلك المستودعات.

## خلفية
كان لدى الاتحاد السوفييتي والقوى الغربية برامج لتشجيع نقل التكنولوجيا واستغلال الاختصاصيين التقنيين الألمان قبيل نهاية الحرب العالمية الثانية في أوروبا وما بعدها. على سبيل المثال، كان لدى الولايات المتحدة عملية مشبك الورق، وكان لدى الاتحاد السوفييتي سرايا غنائم تتقدم مع قواتها العسكرية. في مجال التكنولوجيا الذرية، كان لدى الولايات المتحدة عملية ألسوس، وكان للاتحاد السوفييتي نسخته الخاصة من العميلة. في حين صُممت الجوانب المتعلقة بالعلمية السوفييتية وفقًا لسرايا الغنائم، برر نهج أكثر لباقة لاستغلال ما يتعلق بالأبحاث الذرية الألمانية من منشآت، ومواد فكرية، وموظفين علميين. صُحح ذلك الأمر بمرسوم صدر في أواخر عام 1944 وتشكيل فرق استغلال متخصصة في أوائل عام 1945. ومع ذلك، كان لدى عملية «ألسوس» السوفييتية أهداف أوسع، تضمنت نقل منشآت علمية بالكامل إلى الاتحاد السوفييتي. 

## الفرق المتخصصة
في 18 سبتمبر عام 1944، أنشأ مرسومٌ فرقةَ عمل متخصصة تحت قيادة غالفون أبرافلين، ضمن الإدارة التاسعة للمفوضية الشعبية للشؤون الداخلية لدعم عمل العلماء الألمان «المدعوين» إلى الاتحاد السوفييتي. كان رئيس المديرية العقيد الجنرال أفرام بافلوفيتش زافينيغين.
في 23 مارس عام 1945، اقترح لافرينتي بيريا في مكتب ستالين أن الفرق المتخصصة يجب أن تُرسل إلى ألمانيا للبحث عن التكنولوجيا الذرية والأفراد الذين على علم بها. أصدر بيريا في اليوم التالي تعليمات إلى إيجور فاسيليفتش كورتشاف، رئيس المختبر رقم 2، بتقديم متطلبات تشكيل فرق البحث المتخصصة لإرسالها إلى ألمانيا والنمسا وتشيكوسلوفاكيا. في ذلك اليوم بالذات، وقّع بيريا أيضًا على قرار تعيين توجيهي لنائبه، زافينيغين، ليكون المسؤول عن عملية تحديد مكان العلماء الذريين الألمان أو أي شخص آخر يمكن أن يكون مفيدًا لمشروع القنبلة الذرية السوفييتي وترحيلهم. عُيّنت القضايا المتعلقة بالعملية إلى فرق سميرش العسكرية لمكافحة المخابرات. كُلف اثنان من أعضاء المختبر رقم 2، وهما ليف أندريفتش ويولي بوريسوفيتش خاريتون، بتقديم التوجيه العلمي للعملية. رغم أن الطاقم العلمي في المختبر رقم 2، وهو المختبر الذري الوحيد في ذلك الوقت، بلغ عدد أفراده أقل من 100، أُرسل 40 واحدًا منهم تقريبًا إلى ألمانيا. 

### فريق البحث الرئيسي – ألمانيا
شهدت معركة برلين واحدًا من آخر الاشتباكات الرئيسية في الحرب العالمية الثانية في أوروبا. أصبحت الغالبية العظمى من المنشآت العلمية الألمانية في برلين وضواحيها هذه المنطقة هدفًا رئيسيًا لفرق البحث الذري. كان التسرع ضروريًا، إذ كانت القوات العسكرية الأمريكية تقترب بسرعة من برلين. كسرت القوات السوفييتية حلقة الدفاع في برلين في 25 أبريل عام 1945، وأعلن الاتحاد السوفييتي عن سقوط برلين في 2 مايو. وصل فريق البحث الرئيسي، بقيادة العقيد الجنرال زافينيغين، إلى برلين في 3 مايو؛ شمل الفريق الكولونيل الجنرال ماكنجوف، والفيزيائيين النوويين يولي بوريسوفيتش خاريتون، وإيزاك كونستانتينوفيتش كيكوين، وليف أندرييفيتش أرتسيموفيتش. وصل جورجي نيكولايفيتش فيلروف في وقت مبكر، مع أن كيكوين لم يستدعِ مجموعة طليعية. كان على رأس قائمة أهدافهم معهد القيصر فيلهلم للفيزياء، وجامعة برلين، والجامعة التقنية في برلين. 

## العلماء الألمان

### فون آردن، وهرتس، وثيسن، وفولمير
أبرم كل من العلماء مانفريد فون آردن، الذي يدير مختبره الخاص باسم مختبر أبحاث الفيزياء الكهربائية في ليشترفيلد ببرلين، وغوستاف هرتس، الحائز على جائزة نوبل ومدير مختبر أبحاث سيمنز الثاني في سيمنزشتات ببرلين، وبيتر أدولف ثيسن، وهو بروفيسور دائم في جامعة فريدريش فيلهلمز (جامعة هومبولت في برلين اليوم) ومدير معهد القيصر فيلهلم للكيمياء الفيزيائية والكيمياء الكهربائية في داهلم ببرلين، وماكس فولمر، وهو بروفيسور دائم ومدير معهد الكيمياء الفيزيائية في جامعة برلين للتكنولوجيا في تشارلوتنبرغ ببرلين، اتفاقيةً مع الاتحاد السوفييتي. كانت الاتفاقية تعهدًا يقتضي أن كل من يتصل بالشعب الروسي أولًا سيتحدث باسم البقية. كانت أهداف اتفاقيتهم تتركز في ثلاثة جوانب: (1) منع نهب معاهدهم، و(2) مواصلة عملهم مع أقل ما يمكن من الانقطاع، و(3) حماية أنفسهم من المقاضاة على أي أعمال سياسية من الماضي. قبل نهاية الحرب العالمية الثانية، كان لدى ثيسين علاقات شيوعية رغم كونه عضوًا في الحزب النازي. في 27 أبريل عام 1945، وصل ثيسين إلى معهد فون آردين في مركبة مدرعة مع رائد في الجيش السوفييتي، والذي كان أيضًا كيميائيًا سوفييتيًا مهمًا، وأرسلا رسالة حماية لفون آردين.